# Pere Martell
Pere Martell   (valor desconegut, c. 1181 - Benissa, 1244) va ser un navegant català, còmit de galeres, armador i potent comerciant marítim amb interessos comercials en diversos ports de la Mediterrània occidental.

## Biografia

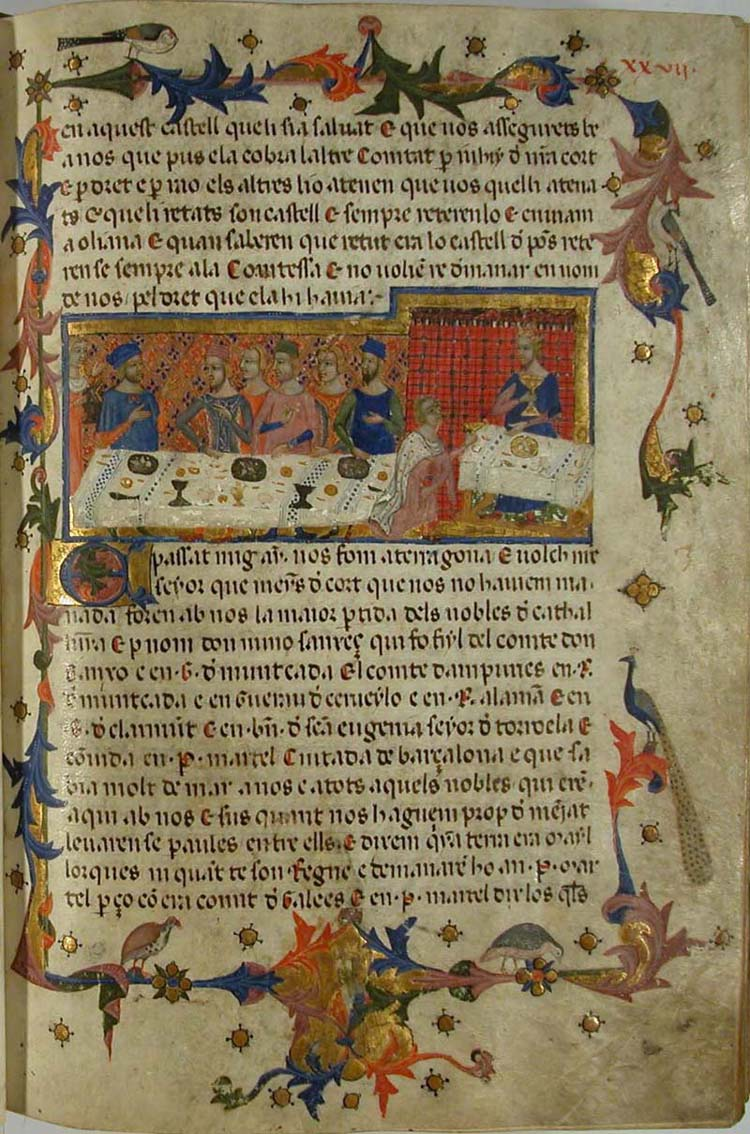
El Llibre dels fets, amb la il·lustració de l'anomenat «Sopar de Tarragona», on s'hauria decidit la conquesta de Mallorca.

Algunes fonts documentals, com el propi Llibre dels fets del rei Jaume I, el fan ciutadà de Barcelona, altres, com la versió llatina del Llibre dels fets de Pere Marsili, afirmen que era de Tarragona. Fos com fos, és segur que Pere Martell hi tenia casa car els Martell eren establerts a Tarragona d'ençà del temps de la seva conquesta i repoblació al segle xii, on eren una de les famílies més poderoses i on donaven nom a un carrer, ja en l'edat mitjana. El propi Pere Martell va ser un dels ciutadans més poderosos políticament i econòmica de Tarragona. S'ha arribat a dir que la seva fortuna patrimonial era la segona de la ciutat després de la de l'arquebisbe Aspàreg de la Barca, un oncle per via materna del rei Jaume I i primera autoritat eclesiàstica de Catalunya.

La seva professió el va dur a conèixer la importància de les Illes Balears en l'entramat comercial mediterrani: les naus de Martell comerciaven amb la Mallorca islàmica i ell mateix havia visitat personalment l'illa un parell de vegades abans de la conquesta de 1229. Es diu que fou Martell qui va convèncer el rei Jaume I de l'escaiença de conquerir Mallorca, participant-hi ell mateix. Malgrat tot, la decisió d'emprendre la conquesta de l'illa sembla que ja s'havia pres el 23 d'octubre de 1228 i Martell simplement aportà informació sobre l'illa al rei i als nobles abans de començar-la. El Llibre dels fets explica que, el 17 de novembre de 1228, Pere Martell convidà a sopar en un banquet a casa seva a Tarragona el rei Jaume I, el comte Nunó Sanç I de Rosselló-Cerdanya, el comte Hug IV d'Empúries, Guillem II de Montcada i de Bearn, Ramon II de Tortosa, Guerau VI de Cervelló, Ramon Alemany de Cervelló i de Querol, Guillem de Claramunt i Bernat de Santa Eugènia de Berga. Així que va acabar el sopar, els nobles demanaren a Martell que els expliqués com era Mallorca, cosa que ell va fer, fet que segons el Llibre dels fets, fou el que els dugué a decidir d'emprendre la conquesta de l'illa. Aquest fet és il·lustrat en una miniatura de l'autobiografia de Jaume I.
El propi Pere Martell va participar en la campanya de conquesta de Mallorca. A ell, juntament amb l'arquebisbe de Tarragona i altres tarragonins que hi participaren, es deu en part que en l'estol de naus que salparen de Catalunya n'hi hagués de tarragonines i també que tot l'estol de naus salpés dels ports de Salou, Cambrils i Tarragona. Posteriorment, un cop consumada la conquesta, en el repartiment de l'illa, li foren donades pel rei Jaume I possessions a la ciutat de Mallorca i a Sineu. Altres Martell de procedència diversa reberen també possessions en altres indrets de l'illa (a Inca, etc.). Posteriorment Gastó VII de Montcada i de Bearn donà a Pere Martell, de la seva part del repartiment, altres possessions a la ciutat de Mallorca.
Pere Martell també va prendre part en les campanyes de Conquesta del País Valencià. Va participar l'any 1233 en el setge de Borriana, fet en el qual actuà com a proveïdor de l'exèrcit assetjant amb la seva flota de naus. En agraïment pel seu ajut, va rebre possessions al Regne de València i, onze anys més tard, el 1244, prosseguint en la conquesta del regne, va morir en combat mentre prenia part en les operacions de conquesta de la zona de Benissa.

## Reconeixements
Un carrer de la ciutat de Tarragona i un institut d'ensenyament secundari del Complex Educatiu de Tarragona duen el seu nom.